# Koninklijke Football Club Lommelse Sportkring
El Koninklijke Football Club Lommelse Sportkring, o Lommel SK, fou un club de futbol belga de la ciutat de Lommel, Limburg, que existí entre 1932 i 2003.

## Història
El club va ser fundat l'any 1932 amb el nom Lommelsche S.K. per membres de l'entitat Lommelsche V.V., la qual havia cessat les seves activitats a inicis del mateix any. Ingressà a la Federació el mateix 1932 amb el número de matrícula 1986. L'any 1947 adoptà el nom Lommelse S.K. i el 1968 la denominació K.F.C. Lommel S.K.. El club ascendí per primer cop a la segona divisió l'any 1987. El 1992 s'hi proclamà campió i ascendí a primera. Jugà a la màxima categoria entre 1992 i 2003, excepte la temporada 2000-01 en la qual jugà a segona, i en fou campió novament. Aquest mateix 2001 fou finalista de la Copa belga. L'any 2003 patí problemes econòmics que el portaren a abandonar la competició. El mateix any, el club de la població veïna K.V.V. Overpelt Fabriek s'instal·là al Gemeentestadion de Lommel esdevenint K.V.S.K. United Overpelt-Lommel (Koninklijke Voetbalvereniging en Sportkring United).

## Palmarès
- Copa Nissan:
  - 1998

## Entrenadors (des de 1987)
- 1987-1988 : Jack Dreesen, Johnny Velkeneers
- 1988-1989 : Johnny Velkeneers, Pierre Berx
- 1989-1990 : Pierre Berx
- 1990-1991 : Pierre Berx
- 1991-1992 : Pierre Berx
- 1992-1993 : Pierre Berx
- 1993-1994 : Jos Heyligen
- 1994-1995 : Jos Heyligen, Vic Hermans
- 1995-1996 : Vic Hermans, Jos Daerden
- 1996-1997 : Walter Meeuws
- 1997-1998 : Walter Meeuws
- 1998-1999 : Lei Clijsters, Jos Daerden
- 1999-2000 : Jos Daerden, Harm van Veldhoven
- 2000-2001 : Harm van Veldhoven
- 2001-2002 : Harm van Veldhoven
- 2002-2003 : Harm van Veldhoven, Jos Heyligen